# Lusa (Fluss)
Die Lusa (russisch Луза) ist ein 574 Kilometer langer rechter Nebenfluss des Jug im Nordosten des europäischen Teils Russlands.

## Verlauf
Die Lusa entspringt an der Nordflanke des Nordrussischen Landrücken in etwa 200 m Höhe, im Südwesten der autonomen Republik Komi in unmittelbarer Nähe der Grenze zur Oblast Kirow.
Sie durchfließt das Territorium der Oblast Kirow zunächst auf etwa 40 km in etwa nördlicher Richtung, bevor sie sich nach Nordosten wendet und wieder die Republik Komi erreicht.
In der Taigalandschaft der südwestlichen Republik Komi beschreibt der Flusslauf der Lusa einen weiten Bogen, zunächst nach Norden, dann nach Westen.
Diese vorherrschende Richtung behält er dann bis zur Mündung bei, wobei erneut die Oblast Kirow im äußersten Norden durchquert wird.
Die Mündung in den Jug, den rechten Quellfluss der Nördlichen Dwina, liegt bereits in der Oblast Wologda, 20 km südöstliche der Stadt Weliki Ustjug in 56 m Höhe.
Die wichtigsten Nebenflüsse der Lusa sind Soksja, Lopju, Porub, Lechta und Lala von rechts sowie Ula und Scheljug von links.

## Hydrographie
Das Einzugsgebiet der Lusa umfasst 18.300 km². In Mündungsnähe erreicht der Fluss eine Breite von bis zu 200 Meter bei einer Tiefe von über 1,5 Metern; die Fließgeschwindigkeit beträgt hier 0,4 m/s.
Die Lusa gefriert zwischen Ende Oktober bis zweiter Aprilhälfte bis Anfang Mai. Die Wasserführung bei Krassawino, 99 Kilometer oberhalb der Mündung, beträgt im Jahresdurchschnitt 132 m³/s bei einem Minimum von 30 m³/s im März und einem Maximum von 690 m³/s im Mai.

## Infrastruktur und Wirtschaft
Die Lusa ist ab dem Dorf Noschul auf 401 km schiffbar, bei hohem Wasserstand bereits ab Prilusje (476 km, gilt nicht als Binnenwasserstraße).
Sie durchfließt ein insgesamt dünn besiedeltes Gebiet. Entlang des Flusses liegt jedoch eine Vielzahl kleinerer Ortschaften, die ihre Existenz größtenteils der Forstwirtschaft zu verdanken haben; auf kleineren Flächen insbesondere am Mittel- und Unterlauf wird auch Landwirtschaft betrieben. Die größten Ortschaften am Fluss sind am Oberlauf die Siedlung städtischen Typs Oparino und am Unterlauf die ehemalige, bereits 1570 gegründete Stadt Lalsk (an der Einmündung des namensgebenden Flusses Lala, heute ebenfalls Siedlung städtischen Typs) sowie die nach dem Fluss benannte Kleinstadt Lusa. Wenige Kilometer unterhalb ihrer Quelle wird die Lusa von der 1899 eröffneten Eisenbahnstrecke Kirow–Kotlas überquert, ein zweites und drittes Mal bei den im Zusammenhang bei Oparino und Lusa, die im Zusammenhang mit dem Bahnbau entstanden bzw. Bedeutung erlangten.
Zwischen Noschul und Sanulje folgt die Verlängerung der Fernstraße Wjatka von Kirow in die Hauptstadt der Republik Komi Syktywkar dem Flussverlauf auf der rechten Seite.
Zu Zwecken der Forstwirtschaft entstand von Orten entlang der Lusa ausgehend eine Anzahl von Schmalspurbahnen mit einer Gesamtlänge von mehreren Hundert Kilometern, so bei Oparino, Weldorja, Waimos, Kalininskaja und Lalsk.
Einige der Strecken waren 2009 noch in Betrieb, wie bei Oparino (eröffnet 1952, heute 76 km) und Lalsk (eröffnet 1950, heute etwa 100 km).
Beim Bau dieser Strecken und allgemein in der Forstwirtschaft waren in den 1930er- bis 1950er-Jahren viele Gulag-Häftlinge eingesetzt, ebenso beim nach 45 km abgebrochenen, 1938 begonnenen Bau einer Breitspurstrecke von Pinjug (Station an der Strecke Kirow–Kotlas) Richtung Lalsk und weiter nach Syktywkar (Trasse war bereits bis zur Lusa-Querung 40 km südöstlich Lalsk geführt).